# División de Inteligencia Naval
La División de Inteligencia Naval (NID) fue la rama de inteligencia del Almirantazgo británico antes de la creación de un cuerpo unificado de Defensa en 1965. Se ocupaba de las cuestiones relativas a los planes de la marina británica, con la recopilación de inteligencia naval. También se conoce como "Room 39", después de su número de habitación en el Almirantazgo.

## Historia
El Comité de Inteligencia Exterior se estableció en 1882 y se denominó Departamento de Inteligencia Naval en 1887. Su primer jefe era el capitán William Henry Hall. William Reginald Hall, quien fue director de Inteligencia Naval (DNI), durante la Primera Guerra Mundial, era su hijo.
El personal de NID fueron originalmente responsables de la movilización de la flota y los planes de guerra, así como la recolección de inteligencia extranjeros, por lo en un principio había originalmente dos divisiones: 
1. Inteligencia de Relaciones Exteriores y
2. Movilización.

En 1900, otra división, la guerra, se añadió para hacer frente a cuestiones de estrategia y defensa, y en 1902 una cuarta división, Comercio, fue creado para los asuntos relacionados con la protección de la marina mercante. Una división de defensa costera se añadió en 1905, que se hizo cargo de tareas relacionadas con la inteligencia en el puerto y las defensas costeras de las potencias extranjeras. La División de Comercio fue abolida en 1909 en la estela de la Comisión de Defensa Imperial investigación en la pelea entre el primer lord del Mar, almirante sir John Fisher y excomandante en jefe del canal de la flota, el almirante lord Charles Beresford, cuando se descubrió que el capitán al frente de la División de Comercio había sido el suministro de esta última con la información confidencial durante la investigación.
En 1910, el NID fue despojado de su responsabilidad en la planificación de la guerra y la estrategia de Fisher cuando el saliente creado el llamado Consejo de Guerra de la Armada como una parada de remedio a las críticas emanadas en la diferencia de la encuesta de Beresford que la Marina necesitaba un personal naval-un papel el NID se había hecho en el cumplimiento de por lo menos desde 1900, si no antes. Después de esta reorganización, la planificación de la guerra y cuestiones estratégicas fueron trasladados al recién creado Departamento de Movilización de la Marina y el NID regresó a la posición que tenía antes de 1887 —una colección de inteligencia y la organización de intercalación—.
La sección geográfica de la División de Inteligencia Naval, la Armada, Almirantazgo, produjo una serie de Manuales de Geograhical desde 1917-1922 para proporcionar información a las Fuerzas Armadas británicas. Para obtener una lista ver el enlace de abajo para geográfica Handbook Series.
La serie de Manuales de bolsillo geográficos de la División de Inteligencia Naval  fue producidao entre 1941 y 1946 para proporcionar información a las Fuerzas Armadas británicas.
En 1965, los tres departamentos del servicio de inteligencia, se había integrado en el nuevo Ministerio de Defensa y el NID y DNI dejó de existir.

## Lista de Directores de Inteligencia Naval
- Capitán William Henry Hall, 1887-1889
- Contralmirante Cipriano Puente, 1889-1894
- Contralmirante Lewis Beaumont, 1895-1899
- Contralmirante Reginald Custance, 1899-1902
- Contralmirante príncipe Louis de Battenberg, 1902-1905
- Capitán Charles Ottley, 1905-1907
- Contra-Almirante sir Edmond Slade, 1907-1909
- Almirante Alexander Bethell, 1909-1912
- Capitán Thomas Jackson, 1912-1913
- Contralmirante Enrique Oliver, 1913-1914
- Contralmirante sir Reginald 'Blinker' Hall, 1914-1919
- Contralmirante Hugh 'Quex' Sinclair, 1919-1921
- Contralmirante Maurice Fitzmaurice, 1921-1924
- Almirante Alan Hotham, 1924-1927
- Almirante William Fisher (interino), 1926-1927
- Contralmirante Barry Domvile, 1927-1930
- Contralmirante Cecil Usborne, 1930-1932
- Contralmirante Gerald Dickens, 1932-1935
- Vicealmirante James Troup, 1935-1939
- Vicealmirante John Godfrey, 1939-1943
- Almirante Edmund Rushbrooke, 1943-1946
- Vicealmirante Edward Parry, 1946-1948
- Almirante Eric Longley-Cook, 1948-1951
- Contra-Almirante sir Anthony Buzzard, 1951-1954
- Vicealmirante sir John Inglis, 1954-1960
- Vicealmirante sir Norman Denning, 1960-1964
- Contraalmirante Patrick Graham, 1964-1965